# Только ты (фильм, 1994)
«Только ты» (англ. Only You) — романтическая комедия 1994 года.

## Сюжет
Ещё в 11 лет Фейт Котвач (Мариса Томей) цыганка нагадала, что имя её суженого — Дэймон Брэдли. Однако ещё гадалка сказала, что её судьба зависит от неё самой, и надеяться на судьбу не следует.
С тех пор минуло 14 лет, Фейт превратилась в красивую девушку. Она уже была помолвлена с хорошим, очень скучным доктором, специалистом по ортопедии. И в тот момент, когда судьба, казалось, была предрешена, ей перед своим отлётом в Италию позвонил знакомый жениха и представился как Дэймон Брэдли. Фейт, вспомнив предсказание, бросает всё и вместе с лучшей подругой отправляется в Венецию вслед за Дэймоном — искать своё счастье.

## В ролях
- Мариса Томей — Фейт Корвач
- Тэмми Минофф — юная Фейт Корвач
- Роберт Дауни-младший — Питер Райт
- Бонни Хант — Кейт Корвач
- Джесика Хертель —  юная Кейт Корвач
- Жоаким ди Алмейда — Джованни
- Фишер Стивенс — Ларри Корвач
- Гарри Барандс — юный Ларри Корвач
- Билли Зейн — Гарри
- Шивон Фэллон — Лесли
- Джон Бенжамин Хикки — Дуэйн, жених Фейт
- Адам ЛеФевр — Дэймон Брэдли
- Антония Рей — гадалка
- Филлис Ньюман — мать Фейт
- Денис Ду Морье — мать Дуэйна